# Chiesa di Santa Maria Corteorlandini
La chiesa di Santa Maria Corteorlandini, denominata anche di Santa Maria Nera per l'immagine della Madonna di Loreto che vi si conserva, è un luogo di culto cattolico di Lucca che si trova nella piazza omonima.

## Storia e descrizione
Edificata per la prima volta tra il IX ed il X secolo, appartenne alla famiglia dei Rolandinghi.
Venne ricostruita nel 1188; della chiesa medievale restano le due absidi minori e il fianco destro in cui si apre un portale con un archivolto decorato da un fregio vegetale, ai lati del quale aggettano due leoni. L'esecuzione presenta caratteri peculiari, rispetto a quelli della produzione cittadina della fine del XII secolo. Nel 1580 la chiesa venne affidata a quelli che sarebbero divenuti i Chierici Regolari della Madre di Dio, che ne presero possesso il 31 dicembre, e iniziò un programma di interventi, in particolare per creare gli ambienti conventuali. La situazione dell'edificio prima dei restauri è riportata nelle Cronache della Congregazione:
Erano in questa chiesa due confessionari assai vecchi, i quali servivano per le confessioni di una o due volte l’anno, e i nostri ve ne posero subito tre, che tanti all’hora erano i confessori, se ben poi si accrebbero. Si seguitavano i soliti sermoni, due per volta ogni festa, stando sopra un semplice banco un poco alto a sedere; si fabbricò poi anche un pervio, appendendolo al pilastro che era per contra alla sagrestia, e serviva per certe solennità, Avvento e Quadragesima, quando uno solo si pigliava l’impresa di sermoneggiare ogni festa. Alcune volte si predicò la mattina, ma poche volte. Nel levar i pilastri si tolse anco il pulpito, e si ridussero a farne uno movibile, che potesse servire, per le feste ordinarie, senza le sponde davanti e, per le feste solenni, con le sponde, e fino ad hora che siamo nell’anno 1615 si adopra.»
(Cesare Franciotti, pp. 86-87)

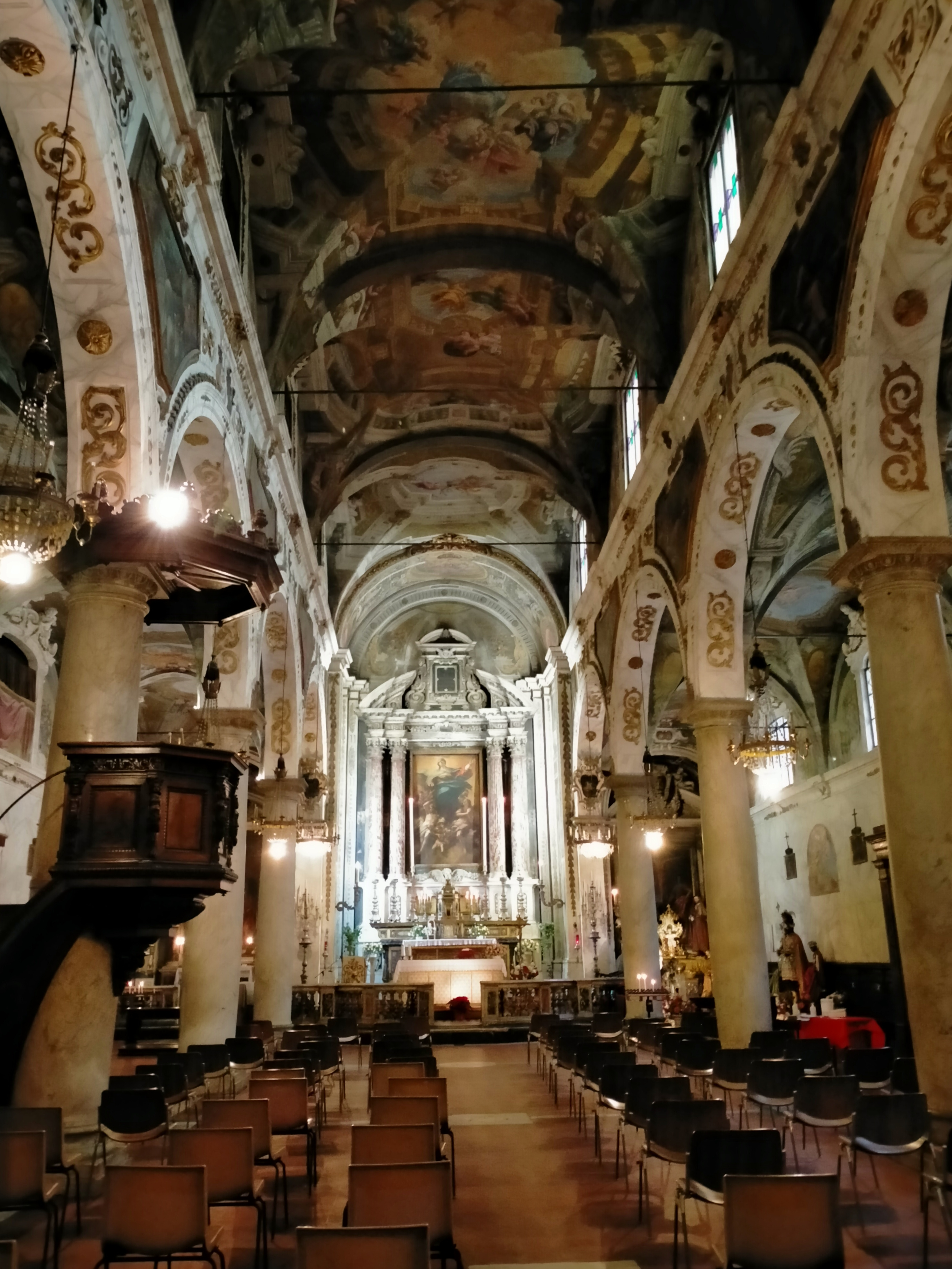
Interno

Tra i primi interventi fu la risistemazione del coro nel 1583, demolendo quello antico ligneo e portando così tutto il piano calpestabile della chiesa allo stesso livello. Durante i lavori furono trovati «fondamenti di molto antiche fabbriche». Il coro fu fatto sopra la porta principale, ove affiancò l'organo, sull'impronta di ciò che S. Giovanni Leonardi aveva visto nelle chiese di Roma. I lavori furono «consigliati» dall'architetto Agostino Lupi lucchese.
Insieme al rifacimento del coro, fu deciso anche di affrescare nuovamente la tribuna, «la quale conteneva un Salvatore all’antica, con un libro in mano, con S. Pietro e S. Paolo ai lati di detta tribuna», con una «B. V. Assunta con una ghirlanda d’Angeli sotto una nuvola che in cielo la conduceva, e sopra di lei vi era una nicchia che conteneva la medesima B. V. incoronata dalla SS. Trinità», opera di Agostino Ghirlanda da Fivizzano.
Nel 1593, oltre ad aver «accomodate molte cose», si rimossero gli altari maggiori e furono riconsacrati l'8 giugno dal vescovo di allora, Alessandro Guidiccioni il Vecchio; vi furono collocate reliquie di S. Bartolomeo e di S. Andrea e S. Tommaso Apostoli. Il 17 agosto, necessitando di creare nuovi spazi per il convento, furono cominciati i lavori, sotto supervisione del solito architetto Lupi, per costruire i locali che tuttora sono presenti sopra le navate centrale e laterale sinistra della chiesa. Durante il 1597 fu donata da Caterina Bertolani «una bella lampada di argento» per il SS. Sacramento.
Tuttavia, i rifacimenti, realizzati con le cognizioni di statica e i materiali del tempo, intaccarono la solidità della fabbrica, tanto che, finita la messa della notte di Natale del 1600 «una colonna di quelle, che sosteneva il maggior peso della chiesa e della casa, era crepata et aperta e cadutene due gran pezzi». La chiesa fu rimessa in condizioni agibili in una sola giornata e per la festa di S. Stefano primo martire fu possibile celebrarvi normalmente. Lo schianto della colonna avviò una serie di lavori di consolidamento alle altre e alla sostituzione di «tutti i pilastri che vi erano in altrettante colonne». Nel 1602 furono sostituite le prime due colonne, alla base delle quali furono poste «medaglie et altre memorie», e ordinate le sei rimanenti, tutte in marmo di Carrara. In concomitanza coi lavori ricordati, furono poste, ad opera di Orazio Vannucci, le fondamenta per il portico che avrebbe poi sostenuto un coro in muratura, a rimpiazzo del coro ligneo di cui si dubitava la durevolezza. Si terminò di mettere in sede le colonne nel 1604 e per il giorno di S. Lorenzo fu cantato un Te Deum per celebrare la fine dei lavori e la scampata disgrazia di Natale; cinque anni dopo fu compiuto anche il nuovo coro.
I lavori di riassetto continuarono per tutto il Seicento e il Settecento e hanno portato la chiesa ad essere oggi uno dei più interessanti esempi di decorazione barocca. Sulle navate laterali sono esposti alcuni dipinti di scuola caravaggesca.
Con l'applicazione delle leggi eversive nel 1866, la chiesa è passata al Fondo per il Culto, che ne è l'attuale proprietario.

## Galleria d'immagini

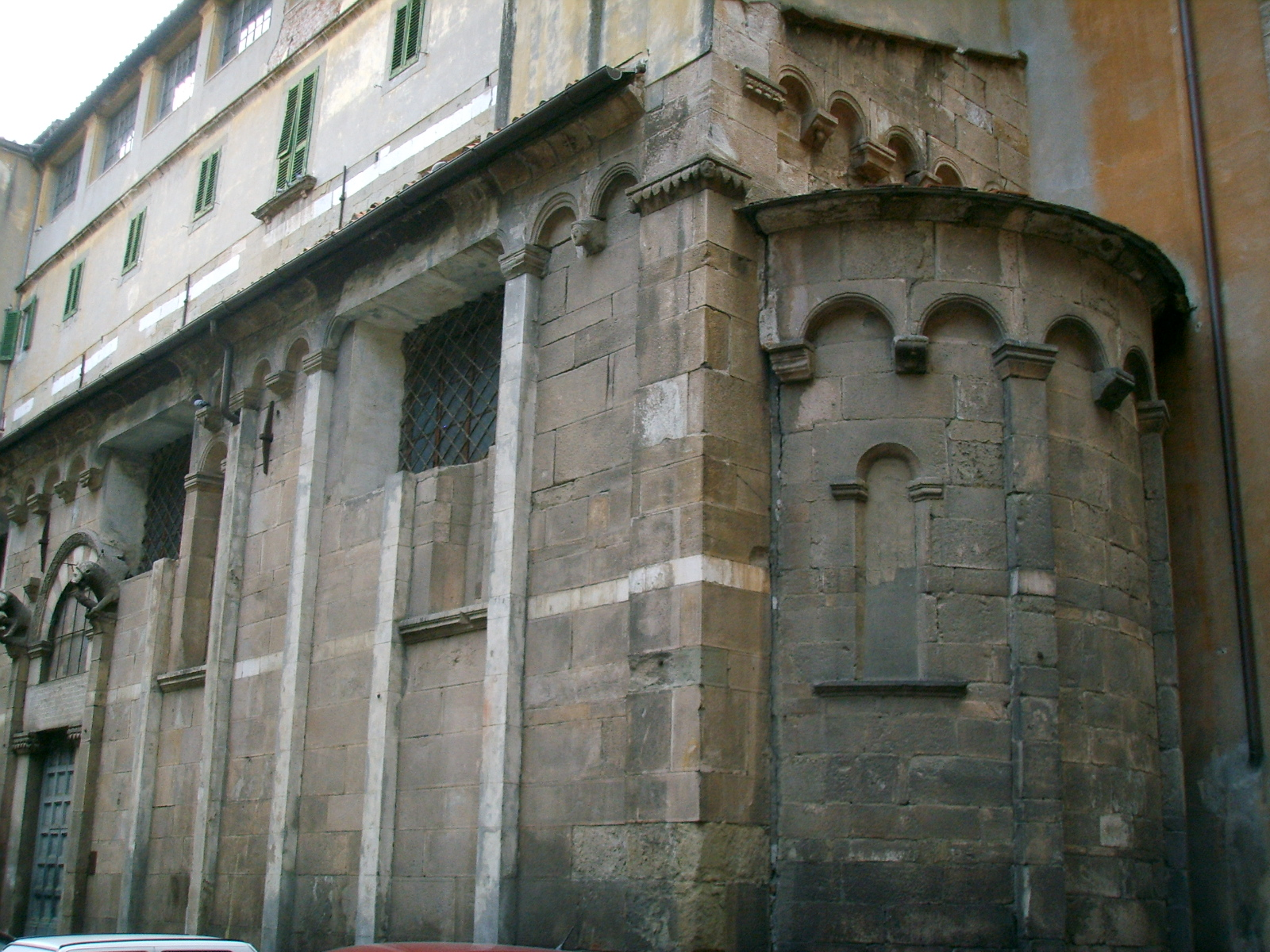
La fiancata antica
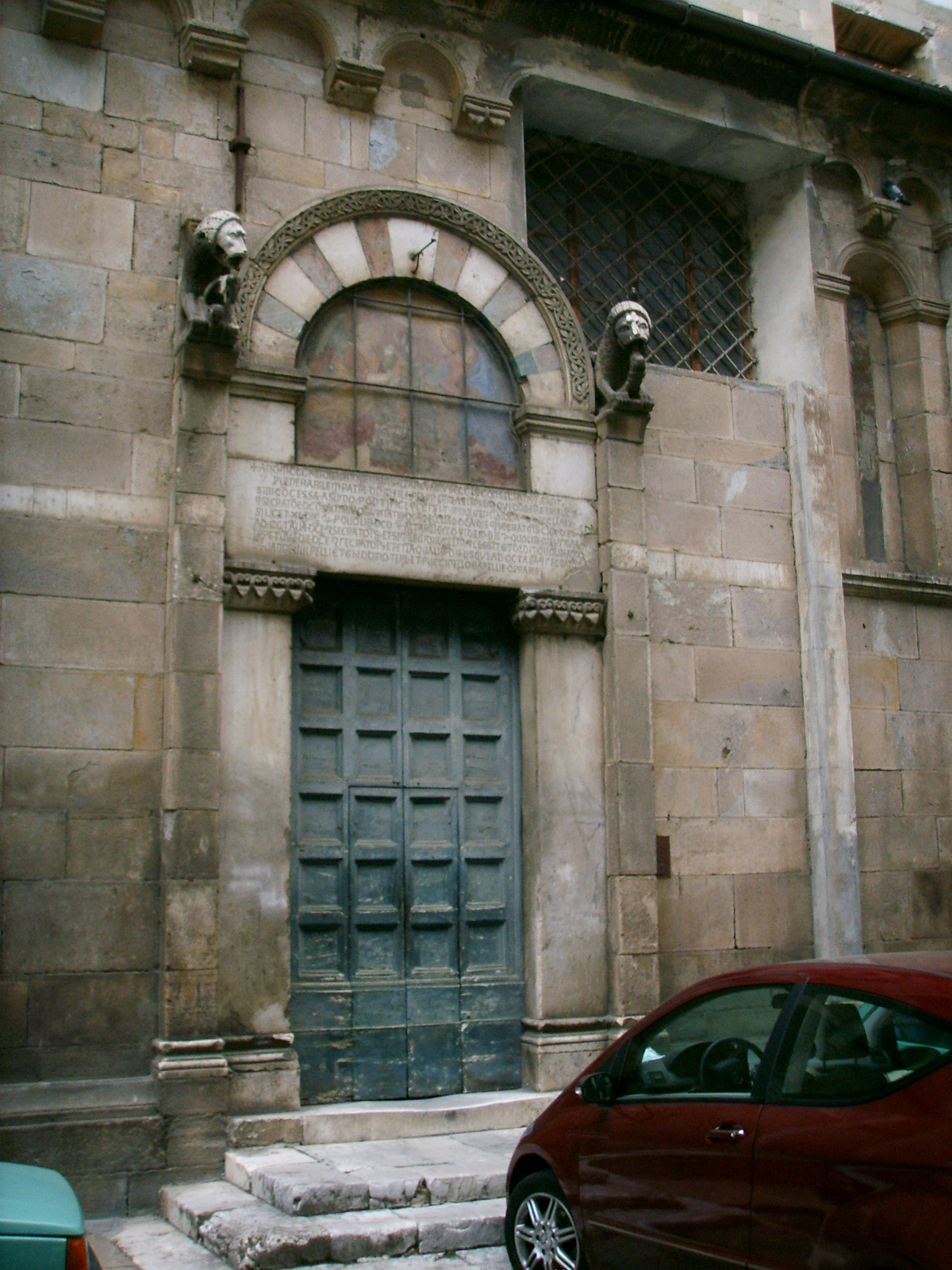
Il portale medievale
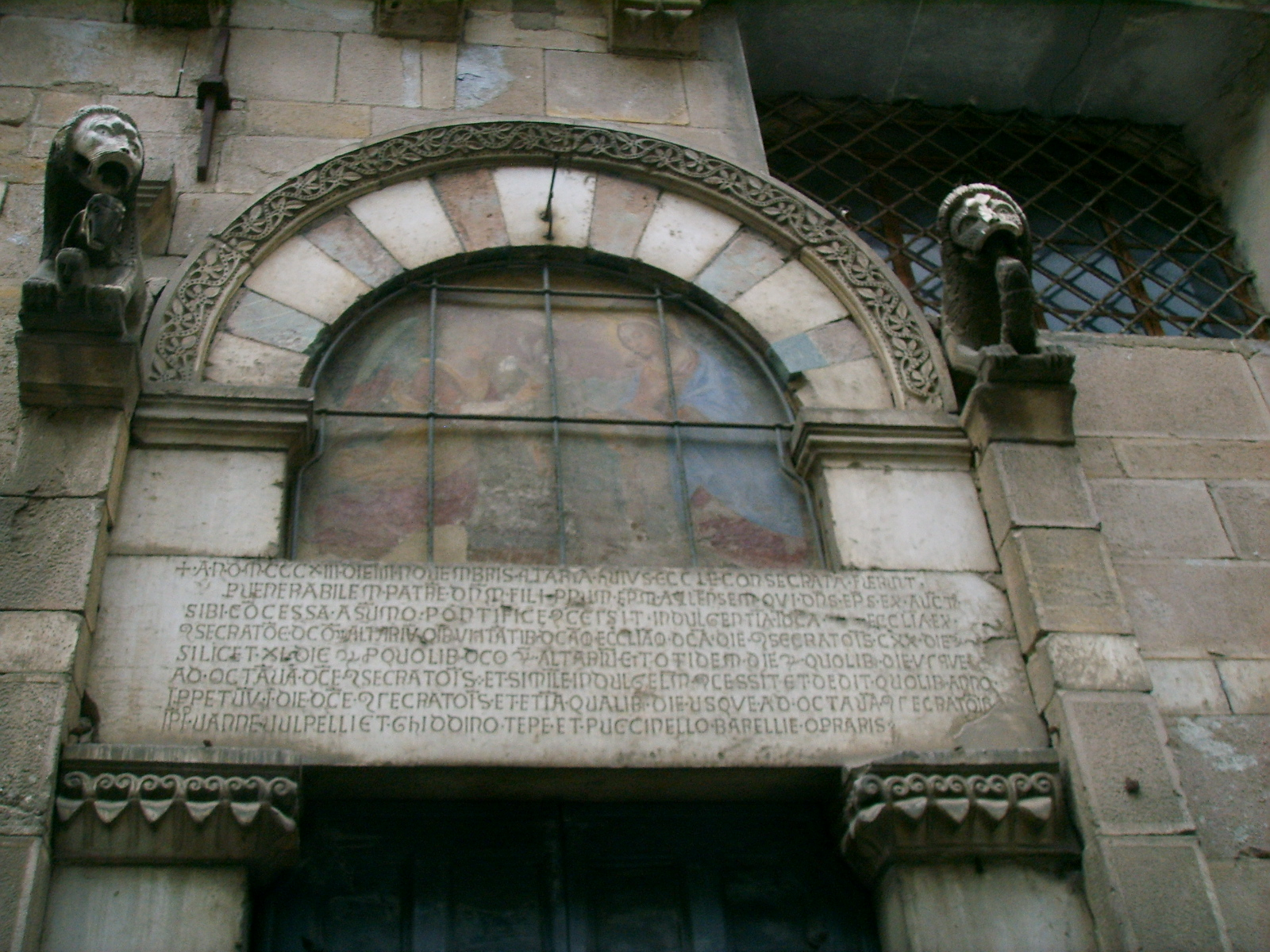
Dettaglio del portale antico